# Didier Gadou
Pour les articles homonymes, voir Gadou.
Didier Gadou (né le 28 septembre 1965 à Dax) est un ancien joueur et entraîneur français de basket-ball, ancien directeur général de Pau-Lacq-Orthez.

## Clubs successifs

### Joueur
| Saisons   | Équipe                                                 | Pays   |
| 1982-2002 | Élan Béarnais Pau-Orthez (Nationale 1, N 1 A et Pro A) | France |

### Entraineur
Entraîneur de Pau-Orthez depuis 2004, il a été remercié[pas clair] le 9 juin 2006, après avoir atteint les demi-finales des play-offs et une place de leader du championnat à l'issue de la saison régulière.

## Palmarès de joueur
- Vainqueur de la coupe Korac à Coubertin 1984.
- Champion de France espoir avec ses deux frères Thierry et Alain…
- Champion de France Pro A : 1986, 1987, 1992, 1996, 1998, 1999, 2001.
- Vainqueur du Tournoi des As : 1991, 1992, 1993.
- Vainqueur de la Coupe de France 2002.
- Élu meilleur espoir national en 1987.

## Palmarès d'entraîneur
- Champion de France Pro A : 2004.

## Anecdote
Ses frères, Alain Gadou et Thierry Gadou, ont également été joueur professionnels de basket-ball. Son numéro, le 10, a été retiré par l'Élan Béarnais Pau-Orthez.